# Paola Masino
Paola Masino est une traductrice, librettiste et écrivaine féministe italienne.
Elle traduit des œuvres d'Honoré de Balzac, Valery Larbaud, Jean Cocteau et Hector Malot en italien.
Elle publie en 1945 La Massaia, un roman sur l'aliénation de la vie domestique. Le roman avait été achevé en 1941 mais censuré par le régime fasciste. Pour sa publication en 1945, Paola Masino réécrit de mémoire certains passages perdus.
Elle meurt à Rome en 1989.

## Publications
- La Massaia – Naissance et mort de la fée du foyer, Points/“Signatures”, traduit de l’italien par Marilène Raiola, 384 pages